# Ménilmontant (quartier parisien)
Pour les articles homonymes, voir Ménilmontant.

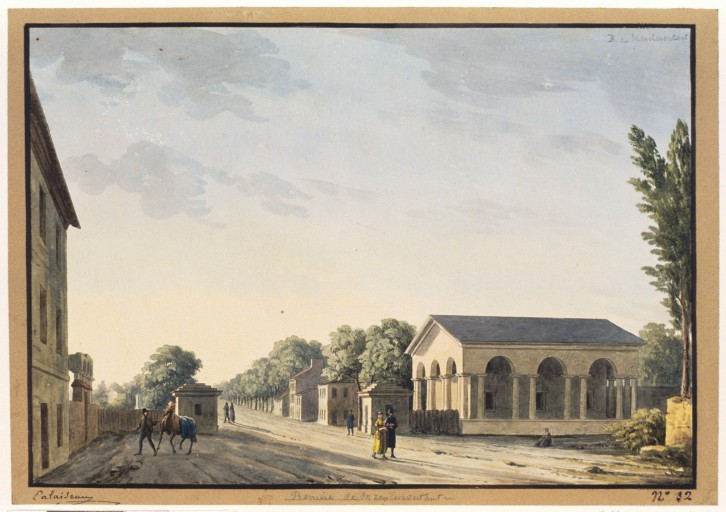
La barrière de Ménilmontant.

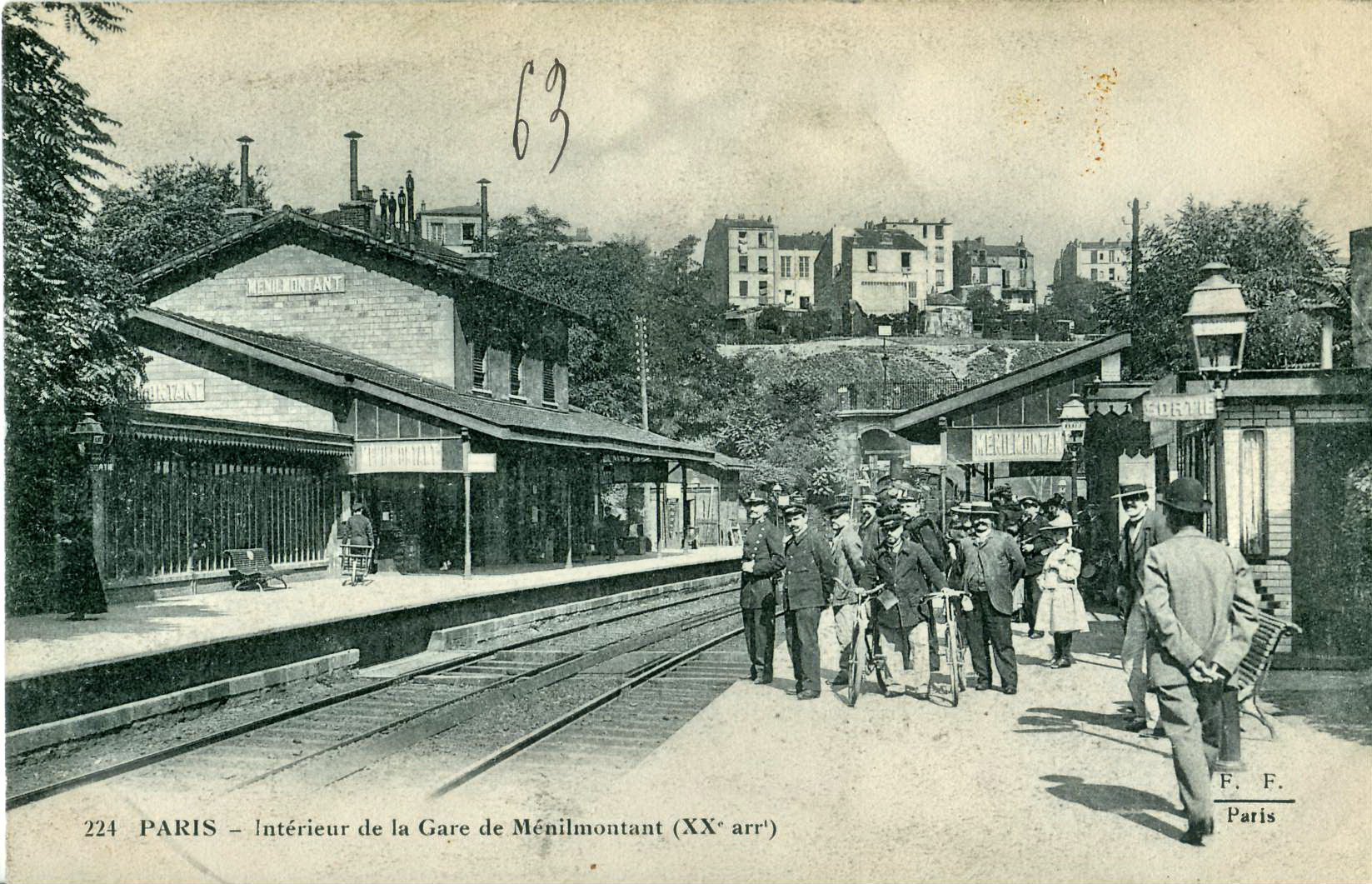
L'ancienne gare de Ménilmontant de la Petite Ceinture, située à l'intersection avec la rue de la Mare.

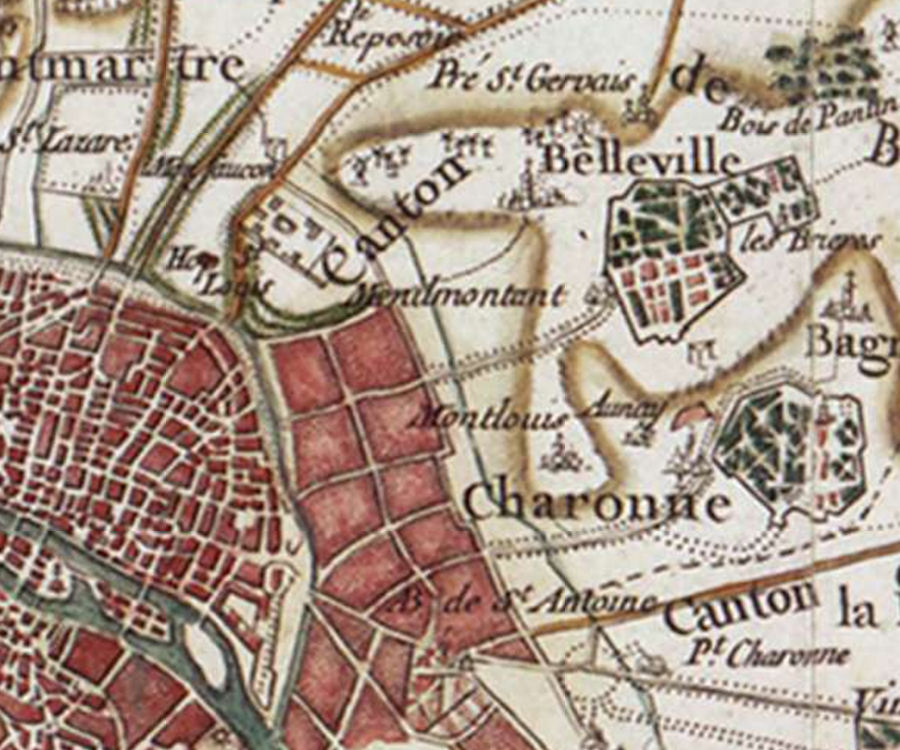
Ménilmontant sur le plan de Cassini vers 1780.

Ménilmontant est un quartier historique de Paris, situé dans le 20e arrondissement.
Autrefois village puis faubourg appartenant à la commune de Belleville, il est annexé en 1860 par le baron Haussmann. Bien que l'ensemble de l'arrondissement soit surnommé « arrondissement de Ménilmontant », il concerne historiquement un secteur plus réduit bordé par Belleville au nord et Charonne au sud.
Dans la deuxième partie du XIXe siècle, Ménilmontant connaît une importante croissance urbaine liée à la révolution industrielle et devient l'un des quartiers ouvriers de la capitale. En 1871, il est ainsi l'un des principaux bastions de la Commune de Paris. Les années 1960-1970 voient ensuite la destruction de l'habitat ouvrier au profit de grandes opérations d'urbanisme qui changent profondément le visage de Ménilmontant.
L'atmosphère de village et le caractère populaire du vieux Ménilmontant lui ont valu d'apparaître dans de nombreuses œuvres culturelles et notamment le travail du photographe Robert Doisneau.

## Origine du nom
Le nom du quartier est attesté sous la forme Mesniolum mali temporis en 1224.
« Mesnil » est un toponyme très répandu en France. À partir de mansionile (diminutif bas-latin de mansio : gîte-relais situé le long d’une voie romaine), le français médiéval a produit maisnil : domaine rural.
Quant au suffixe « Montant », il dériverait de « mau-temps » : la « maison au mauvais temps ». Transformé au XVIe siècle en « montant » du fait de la situation du village à flanc de coteau, le « Mesnil-Mautemps » s'est altéré en « Mesnil-Montant ».

## Historique
Charles le Chauve possédait un mesnil, à l'origine du hameau de Mesnilmontant, qu'il donna en 862 à l'abbaye de Saint-Denis.
Sa situation géographique en altitude a valu à Ménilmontant d'être des décennies durant un des principaux contributeurs à l'alimentation en eau de Paris. En témoignent quelques noms de rues : rue des Rigoles, rue des Cascades, rue de la Mare et les regards qui jalonnaient les aqueducs, certains encore visibles (regard des Messiers, regard de la Planchette, regard Saint-Martin).
L'Abbaye Saint-Antoine-des-Champs, la Maison de Saint-Lazare et les religieux de Sainte-Croix de la Bretonnerie y possédèrent longtemps des vignobles. Ces derniers avaient d'ailleurs acquis en 1449 une maison de campagne, qui, à la Révolution, s'étendait sur trois corps de bâtiments entre les rues de Charonne et des Partants, avec potager et jardin d'agrément.
Lors du siège de Paris en 1590, Henri IV fit installer deux batteries d’artillerie ; « l’une sur Montmartre l’autre sur le haut de Montfaucon vers le Mesnil qui commencèrent à tirer et battre en ruine, vers les rues Saint-Honoré, Saint-Denis et Saint-Martin et les environs ».
Sous l'Ancien Régime, le hameau dépendait de la paroisse de Bagnolet mais avec l'augmentation de la population, on construisit une chapelle, Notre-Dame-de-la-Croix, en souvenir de la chapelle des religieux de Sainte-Croix de la Bretonnerie, détruite à la Révolution. Saint-Jean-Baptiste de Belleville, l'église de Bagnolet, était trop éloignée. Ménilmontant est détaché de la commune de Bagnolet et rattaché  à celle de Belleville en 1792.
Le château de Ménilmontant (aussi appelé « château de Saint-Fargeau ») appartenait à la famille des Le Peletier depuis 1695. Domaine considérable, dont la superficie dépassait la taille du cimetière du Père-Lachaise aujourd'hui, il se situait entre les actuelles rues de Romainville, Pelleport, du Surmelin et une parallèle au boulevard Mortier entre ce boulevard et le boulevard périphérique. Le « Grand château », construit par Michel Le Peletier à côté du « Vieux château », était entouré d'un immense parc boisé, de jardins à la française et, enfin, de vergers et de potagers dont étaient tirés les principaux revenus de la propriété. Après l'assassinat de son propriétaire en 1793, sa fille fit lotir le parc dès 1802, permettant l'ouverture du cimetière de Belleville en 1804, ou encore la construction du réservoir de Ménilmontant en 1865, le château étant détruit. Il n'en reste aucun vestige.
En juillet 1778, un effondrement très important dans la carrière de gypse de Ménilmontant cause la mort de sept personnes. L'exploitation du gypse en souterrain est jugée trop dangereuse et interdite par décision royale le 23 janvier 1779. Les anciennes carrières sont alors foudroyées.
La situation élevée de Ménilmontant lui valut aussi de recevoir le premier télégraphe, inventé par l'ingénieur Claude Chappe et installé en 1791 (cf. la rue et le métro du même nom).
Situé à l'extérieur du mur des Fermiers généraux et donc de la zone de l'octroi, au-delà de la barrière de Ménilmontant, le vin y était moins cher et de nombreuses guinguettes s'y étaient développées au XVIIIe siècle. Jean-Jacques Rousseau, qui aime se promener entre Ménilmontant et Charonne, décrit l'endroit comme bucolique et champêtre, propice à ses Rêveries du promeneur solitaire (1776).
« Je gagnai les hauteurs de Ménilmontant, et de là prenant les sentiers à travers les vignes et les prairies, je traversai jusqu'à Charonne le riant paysage qui sépare ces deux villages, puis je fis un détour pour revenir par les mêmes prairies en prenant un autre chemin. Je m'amusais à les parcourir avec ce plaisir et cet intérêt que m'ont toujours donné les sites agréables, et m'arrêtant quelquefois à fixer des plantes dans la verdure [...]. Depuis quelques jours on avait achevé la vendange ; les promeneurs de la ville s'étaient déjà retirés ; les paysans aussi quittaient les champs jusqu'aux travaux d'hiver. »
Entre vignes et prairies, fermes et sentiers, on trouve également quelques folies, maisons de plaisance construites sur les hauteurs, face à Paris. Le pavillon carré de Baudouin, construit en 1778, est la seule à avoir été conservée.
Tout comme Belleville, le hameau de Ménilmontant, encore peu peuplé au début du XIXe siècle, connaît une très forte augmentation de sa population en quelques décennies, accueillant en particulier de nombreuses usines et leurs ouvriers, dans le contexte de la révolution industrielle, mais aussi des grands travaux du baron Haussmann, qui ont chassé du centre de Paris de nombreux ouvriers. Les derniers espaces cultivés, vignes et champs, disparaissent progressivement. C'est en 1860 que Ménilmontant est annexé à Paris, intégrant le nouveau 20e arrondissement, avec les anciens villages de Belleville, au nord, et Charonne, au sud. Le quartier est doté d'une gare reliée au nouveau chemin de fer de la Petite Ceinture.
Arrondissement ouvrier à la population frondeuse, Ménilmontant est l'un des derniers quartiers pris par les Versaillais durant l'épisode de la Commune de Paris. Le quartier connaît de violents affrontements et plusieurs massacres, de l'épisode de la villa des Otages, rue Haxo, aux exécutions du mur des Fédérés, au cimetière du Père-Lachaise. Le collège Jean-Baptiste Clément, rue Henri-Chevreau, perpétue le nom d'un des plus célèbres communards, auteur de la chanson Le Temps des cerises.
Au XXe siècle, Ménilmontant reste un quartier très populaire, surnommé « Ménilmuche ». Sa population est faite d'ouvriers, d'artisans et d'artistes en tout genre. Plusieurs chansonniers de la période s'y sont intéressés, comme Maurice Chevalier (qui y est né) ou Charles Trenet ; Édith Piaf et Eddy Mitchell ont quant à eux chanté Belleville, où ils ont grandi. N'ayant quasiment pas été touché par les grands travaux d'Haussmann - hormis par le percement de la rue des Pyrénées, qui date de 1868 - Ménilmontant conserve son allure et son atmosphère de village dans Paris. Son charme repose, comme à Belleville, sur de petits immeubles faubouriens et de petites allées pavées où se trouvent des maisons avec jardinets. Des films comme Le Ballon rouge (1956) ou Rue des cascades (1964) témoignent de cette atmosphère villageoise. Néanmoins, les pouvoirs publics sont préoccupés depuis le début du siècle par l'insalubrité de ces constructions et leur délabrement croissant, les loyers trop faibles - de surcroît bloqués par la loi de 1948 - ne permettant pas aux propriétaires d'entretenir leurs immeubles. Plutôt que de rénover le bâti existant, la municipalité et les promoteurs lancèrent, des années 1960 à 1990, de vastes opérations de démolition et de reconstruction de tours et de barres d'immeubles, bouleversant la physionomie et l'ambiance du quartier. Ne restent que les photos faites par Robert Doisneau et Willy Ronis, derniers souvenirs du vieux Ménilmontant.

## Les arts
C'est à Ménilmontant (jadis Menil-montant) que Jean-Jacques Rousseau est jeté par terre par un dogue allemand, le 24 octobre 1776. Cet évènement est à l'origine du récit des « promenades » des Rêveries du promeneur solitaire.
C'est à Ménilmontant près d'une source baptisée pour la circonstance La Fontaine d'Aréthuse que le poète Pierre Colau a fondé le 11 Thermidor an XII (30 juillet 1804) la goguette des Bergers de Syracuse. Cette société lyrique qui se réunissait ensuite à cet endroit a compté parmi ses membres Gérard de Nerval et a existé durant au moins quarante ans.
Ménilmontant est le sujet de plusieurs chansons populaires :
- Belleville-Ménilmontant par Aristide Bruant en 1885 ;
- Ménilmontant par Charles Trenet en 1938 (repris par Patrick Bruel en 2002) ;
- La marche de Ménilmontant par Maurice Chevalier en 1942 ;
- Rue de Ménilmontant par Camille en 2005 ;
- Ménilmontant par Bertrand Louis en 2005 ;
- Dans Soif de la vie, Mano Solo raconte en 2000 la rencontre entre une serveuse de Ménilmontant et un client ;
- Les Demoiselles de Ménilmontant par Elzef en 2007 ;
- Les Lilas de Ménilmontant par Robert Doisneau en 1956 ;
- Il est évoqué dans La java sans joie de Renaud, publiée dans son premier album Amoureux de Paname en 1975 : « Il a voyouté quelque temps avec Dédé le Surineur, avec Julot d'Ménilmontant [...] »[9];
- Renaud évoque également la perte du caractère ouvrier du quartier dans sa chanson Rouge Gorge de l'album Putain de Camion, sorti en 1988. Il y rend hommage au travail de Doisneau.

Menilmontant a aussi servi de cadre pour le tournage de nombreux films :
- Menilmontant réalisé par Dimitri Kirsanoff et sorti en 1926 ;
- Menilmontant réalisé par René Guissart et sorti en 1936 (bien que la plupart des plans soient des décors reconstitués aux studios Paramount de Saint-Maurice) ;
- Casque d'Or réalisé par Jacques Becker et sorti en 1952 ;
- Le Ballon rouge réalisé par Albert Lamorisse et sorti en 1956 ;
- Un gosse de la butte (Rue des cascades) réalisé par [Maurice Delbez] et sorti en 1964 ;
- Les Keufs réalisé par Josiane Balasko et sorti en 1987 ;
- Un p'tit gars de Ménilmontant  réalisé par Alain Minier et sorti en 2013.

Willy Ronis a photographié la vie quotidienne des gens de Ménilmontant, entre 1930 et la fin des années 1960.

Enfin, le quartier est cité dans une réplique d'OSS 117 : 
« Et elle gueule mon vieux ! On dirait une poissonnière de Ménilmontant ! »

## Sports
En 2014, est fondé dans le quartier le club de football du Ménilmontant FC 1871,. Ce club « alternatif » se veut « antifasciste et antiraciste ». L'année « 1871 » présente dans le nom du club est une référence à la Commune de Paris. Si le club est habitué des actions politiques et caritatives, il est avant-tout un club de football reconnu par la FFF, et évoluant en D3 du District de Paris (11e division).

## Personnalités liées à Ménilmontant
- Maurice Chevalier (1888-1972), né à Ménilmontant.
- Michel Legrand (1932-2019), compositeur français, né à Ménilmontant.
- Édith Piaf (1915-1963) a vécu à Ménilmontant au début de sa carrière, où se trouve aujourd'hui le Musée Édith-Piaf.
- Léon Schwarz-Abrys (1905-1990), artiste peintre né en Hongrie et dont l'œuvre se rattache à Ménilmontant.
- Viko (1915-1998), peintre dont la jeunesse se déroula à Ménilmontant et dont l'œuvre y puise son inspiration par son caractère populaire.
- Roger Sauvage (1917-1977), pilote de chasse de l'escadrille Normandie-Niemen né à Ménilmontant.
- Thierry Marx (1962-), cuisinier français.
- Albert Lamorisse (1922-1970), réalisateur français.
- Boulet fait souvent référence à Ménilmontant sur son blog ou dans ses Notes (le personnage principal le représentant y vit).
- Aya Cissoko a grandi à Ménilmontant.
- Les X.
- Denis Lavant (1961-), acteur français.
- Alain Chamfort (1949-), chanteur français.
- Franck Balandier (1952-2020), écrivain français.
- Guillaume Sibertin-Blanc (1977-), philosophe français.